# Reinhold Stutte
Reinhold Stutte war ein deutscher Turner.

## Wirken
Stuttes Heimverein war der Turnverein Eichen in Westfalen. Er turnte mehrfach in der Deutschlandriege. Bereits beim Kunstturnen Reichsheer-Deutsche Turnerschaft im Jahr 1935 nahm er als Heeres-Angehöriger – damals noch Füsilier im 2./ Infanterie-Regiment Münster, Hamm – teil.
Ende März/Anfang April 1938 turnte er als Mitglied der Deutschlandriege auf einer Werbereise in Österreich. Auf dieser Reise waren 36 deutsche Spitzenturner in zwei Deutschlandriegen versammelt worden.
Bei den Deutschen Turnmeisterschaften 1938 wurde er Sechster im Mehrkampf. Bei den Deutschen Turnmeisterschaften 1941 wurde er 22. im Mehrkampf.
Er wurde zum Ausscheidungsturnen am 4. und 5. März 1939 für den Länderkampf gegen Ungarn eingeladen.